# امیرعبدالله کرباسچیان
امیرعبدالله کرباسچیان (۱۳۰۲ تهران - ۱۳۹۰ تهران عضو و سخن‌گوی سازمان فدائیان اسلام و سردبیر ارگان این مجموعه به نام نَبَردِ مِلَّت بود.
او خواهرزاده حاج میرزا ابوالقاسم عتیقه‌چی از بازاریان سرشناس و ناظر راسته بزازها در بازار تهران بود. وی کارمند مجلس شورای ملی بود.
کرباسچیان از اعضای بلندپایهسازمان فدائیان اسلام محسوب می‌شد و پس از نواب صفوی و عبدالحسین واحدی نفر سوم این مجموعه بود. وی همچنین داوطلب ترور رزم ارا شد که با مخالفت نواب صفوی اینکار به عهده خلیل طهماسبی نهاده شد.
کتاب خاطرات او تخت عنوان زندگینامه و خاطرات امیر عبدالله کرباسچیان توسط مرکز اسناد انقلاب اسلامی (۱۳۹۶)  منتشر شد. در بخشی از این کتاب می‌خوانیم:
در سال ۱۳۲۵ اولین شماره روزنامه‌ای به نام «خدنگ» را منتشر کردم. آن موقع من ۲۲ سال داشتم و قانوناً نمی‌توانستم روزنامه‌ای داشته باشم. اولین روزنامه‌ای که منتشر کردم همین خدنگ بود که از آبان سال ۱۳۲۶ شروع شد تا به حکومت هژیر رسیدیم. آن نشریه را به‌طور هفتگی منتشر کردیم که اتفاقاً مرحوم آقای نواب هم در آن خدنگ مقالاتی دارند. من تا سال ۱۳۲۶ که اولین روزنامه را منتشر کردم، فعالیتم در خدنگ بود و جنبه جمعیتی و تشکیلاتی داشت. روزنامهٔ خوبی هم شد و از تیترهایی که هیچ وقت فراموش نمی‌کنم مربوط به مسئلهٔ «حجاب» بود که تمام صفحهٔ اول را تیتر زدم «حجاب از ضروریات دین مقدس اسلام است». این مقالهٔ «حجاب» در روزنامهٔ «خدنگ» زمانی چاپ شد که مرحوم نواب از مشهد برگشته بود و فدائیان اسلام، درهای مسجد شاه (امام) را از سه طرف به روی زن‌های بی‌حجاب بستند. کسبهٔ بازار هم اعلامیه زدند که به زنان بی‌حجاب جنس فروخته نمی‌شود
او همچنین کتابی تحت عنوان اعلام جرم نوشته است.
کرباسچیان پیش از کودتای ۲۸ مرداد حزب خلق را تأسیس کرده و در روزنامه نبرد ملت، تأسیس حزب مزبور را اعلام و اساسنامه و مرامنامه آن را نیز منتشر نمود. وی کودتای ۲۸ مرداد را تأیید و حمایت کرده و از دولت فضل‌الله زاهدی به عنوان دولت انقلابی و قانونی و اراده ملت نام برده و آرزوی موفقیت کرد.